# Arbeitnehmerhaftung
Bei der  Haftung für Schäden, die der Arbeitnehmer in Ausführung betrieblicher Verrichtungen dem Arbeitgeber zugefügt hat, ist in Deutschland ein innerbetrieblicher Schadensausgleich durchzuführen. Eine Beschränkung der Arbeitnehmerhaftung gilt heute nicht mehr nur bei gefahrgeneigter Arbeit, sondern für alle Arbeiten, die durch den Betrieb veranlasst sind und aufgrund eines Arbeitsverhältnisses geleistet werden.

## Grundlagen
Jeder ist für sein Verhalten selbst verantwortlich. Dieser Grundsatz gilt auch im Arbeitsverhältnis gem. § 611a BGB, dem Rechtsverhältnis zwischen Arbeitnehmer und Arbeitgeber. In Deutschland hat nach § 276 Abs. 1 Satz 1 BGB der Schuldner grundsätzlich Vorsatz und jede Form von Fahrlässigkeit zu vertreten. Es sei denn, es ist eine mildere Haftung bestimmt oder aus dem sonstigen Inhalt des Schuldverhältnisses zu entnehmen. Es kann auch dem sorgfältigsten Arbeitnehmer gelegentlich ein Fehler unterlaufen, der für sich allein betrachtet zwar vermeidbar gewesen wäre, aber in Anbetracht der menschlichen Unzulänglichkeit kann mit einem „typischen Abirren“ im Arbeitsleben bei jedem Arbeitnehmer irgendwann einmal zu rechnen sein.
Der innerbetriebliche Schadensausgleich bestimmt den Umfang der Arbeitnehmerhaftung. Die Haftung des Arbeitnehmers wird je nach Grad des Verschuldens eingeschränkt. Der Arbeitnehmer wäre sonst einem existenzvernichtenden Haftungsrisiko ausgesetzt. Das Schadensrisiko ist Teil des Betriebsrisikos des Arbeitgebers. Der Arbeitgeber hat die Weisungs- und Organisationshoheit im Arbeitsverhältnis (§§ 611a BGB, 106 GewO) und profitiert wirtschaftlich von dem Betriebsrisiko, welches sich in einem etwaigen Schaden realisiert. Er muss sich daher im Rahmen der Abwägung nach § 254 BGB auch seine Verantwortung für die Organisation des Betriebs und die Gestaltung der Arbeitsbedingungen in rechtlicher und tatsächlicher Hinsicht zurechnen lassen.
Bis 1994 hatte das Bundesarbeitsgericht (BAG) die Haftungsbeschränkung an eine „gefahrgeneigte Arbeit“ geknüpft. Der Begriff wurde aufgrund divergierender Rechtsprechungen zwischen BGH und BAG aufgegeben. Nunmehr wird auf die „betrieblich veranlasste Tätigkeit“ abgestellt. Dies sind solche Tätigkeiten, die dem Mitarbeiter arbeitsvertraglich übertragen worden sind oder die er im Interesse des Arbeitgebers für den Betrieb ausführt.
Für den Gesetzgeber ergibt sich seit der Schuldrechtsmodernisierung zum 1. Januar 2002 die Berücksichtigung des Betriebsrisikos auf Seiten des Arbeitgebers dogmatisch aus dem Inhalt des Schuldverhältnisses (§ 276 Abs. 1 BGB). Dieses führt zu einer vertraglichen Haftungsbeschränkung zugunsten des Arbeitnehmers. Es bleibt der Rechtsprechung aber unbenommen, bei der bisherigen dogmatischen Begründung aus § 254 BGB zu bleiben.

## Umfang
Der Umfang der Haftungseinschränkung bestimmt sich nach dem Grad der Fahrlässigkeit und wird unterteilt in leichte (bzw. einfache), normale (bzw. mittlere) und grobe Fahrlässigkeit. Bei Vorsatz ist keine Haftungsbeschränkung gerechtfertigt, da sich dies nicht mehr als Risiko der im Betrieb verrichteten Arbeit darstellt. Das BAG hat bei normaler bzw. mittlerer und grober Fahrlässigkeit eine Aufteilung der Haftung zwischen Arbeitnehmer und Arbeitgeber nach bestimmten Haftungsquoten eingeführt, die so genannte Quotelung.
Die Begriffe stellen lediglich Fallgruppen dar. Der Umfang der Haftungseinschränkung hängt von einer Abwägung der Gesamtumstände des Einzelfalles ab. Fest steht lediglich, dass der Arbeitnehmer bei leichter Fahrlässigkeit nicht, bei grober Fahrlässigkeit in der Regel und bei Vorsatz immer vollumfänglich haftet. Im Bereich dazwischen erfolgt eine Quotelung.

### Leichte Fahrlässigkeit
Die „leichte“ (einfache) Fahrlässigkeit ist für den Arbeitnehmer die mildeste Stufe für ein unerhebliches, vernachlässigendes Verschulden.
Beispiele: Die Kaffeetasse, die eine Sekretärin vom Tisch fegt, weil sie zu schnell die Arbeit erledigen wollte. Die Arbeitserzeugnisse, die aus Versehen dem Arbeitnehmer aus der Hand fallen oder die kleinen Unaufmerksamkeiten im Straßenverkehr während der Arbeit.
Eine vergleichsweise harmlose, nur wenige Augenblicke währende Unaufmerksamkeit in einer an sich alltäglichen Situation kann Millionenschäden verursachen. Bei einer Arbeitnehmer-Pflichtverletzung im Arbeitsleben kann unter Berücksichtigung aller Einzelumstände bei völlig geringfügigen und leicht entschuldbaren Pflichtwidrigkeiten – die jedem Arbeitnehmer im Laufe der Zeit passieren können – eine Arbeitnehmerhaftung ausgeschlossen sein.

### Normale (mittlere) Fahrlässigkeit
Bei normaler bzw. mittlerer Fahrlässigkeit wird eine vollständige Haftungsfreistellung abgelehnt. Die Aufteilung richtet sich nach Billigkeits- und Zumutbarkeitsgesichtspunkten. Der Schaden wird sich daher nicht immer hälftig teilen lassen.
Kriterien sind die Gefahrgeneigtheit der Arbeit, die Schadenshöhe, ein vom Arbeitgeber einkalkuliertes und durch Versicherung deckbares Risiko, die Stellung des Arbeitnehmers im Betrieb, die Höhe seines Arbeitsentgelts und unter Umständen auch die persönlichen Verhältnisse des Arbeitnehmers wie Dauer seiner Betriebszugehörigkeit, Lebensalter, Familienverhältnisse und bisheriges Verhalten. Nicht berücksichtigt werden darf aber zum Beispiel die Mitgliedschaft im Betriebsrat. Dies wäre ein Verstoß gegen § 78 BetrVG.
Auch sind die Obliegenheiten des Arbeitgebers zu berücksichtigen. So kann er verpflichtet sein, das Schadensrisiko durch den Abschluss einer Kaskoversicherung mit Selbstbeteiligung zu begrenzen. Unterlässt der Arbeitgeber den Abschluss einer Versicherung, so haftet der Arbeitnehmer dennoch nur bis zur Höhe der fiktiven Selbstbeteiligung. Auch die Selbstbeteiligung muss aber zumutbar sein. Dies hängt zum Beispiel beim Arbeitgeber-veranlassten Führen eines Kraftfahrzeugs vom Zeitwert des Kraftfahrzeugs und vom Verdienst des Kraftfahrers ab.

### Grobe Fahrlässigkeit
Jemand handelt grob fahrlässig, wenn er die im Verkehr erforderliche Sorgfalt nach den gesamten Umständen in ungewöhnlich hohem Maße verletzt und unbeachtet lässt, was in dem gegebenen Fall jedem hätte klar sein müssen. Dabei ist zu berücksichtigen, was der Schädigende nach seinen individuellen Fähigkeiten erkennen und erbringen konnte (vgl. § 611 BGB: Haftung des Arbeitnehmers).
Hierbei haftet der Arbeitnehmer in aller Regel für den gesamten Schaden. Eine Haftungseinschränkung ist aber möglich, wenn zwischen Vergütung und Schaden ein deutliches Missverhältnis besteht. Ein solches Missverhältnis zwischen Schaden und Verdienst des Arbeitnehmers besteht nicht, wenn der zu ersetzende Schaden noch deutlich unterhalb der Haftungsobergrenze von drei Bruttoeinkommen liegt. Diese Haftungsobergrenze ist bisher nicht umgesetzt, wurde aber in der Reformdiskussion zur Begrenzung der Arbeitnehmerhaftung als Höchstbetrag vorgeschlagen.
Beispiel
Ein auf einem Flughafen angestellter Arbeitnehmer hat in alkoholisiertem Zustand mit einem 30 Tonnen schweren Enteiserfahrzeug einen Unfall verursacht. Dabei entstand ein Schaden von 150.000 DM. Er verdiente monatlich netto 2500 DM. Nach dem BAG hatte er 20.000 DM zu ersetzen.
Beispiel
Bei einem Geldtransport sind sog. Safebags abhandengekommen. Der Arbeitnehmer hatte seine Pflicht grob verletzt. Der Schaden betrug 18.000, DM, das monatliche Bruttoeinkommen ca. 4.000 DM. Eine Haftungseinschränkung wurde verneint.
Beispiel
Ein Arbeitnehmer hat mit einem Fahrzeug seines Arbeitgebers einen Verkehrsunfall verursacht. Er hat eine rote Ampel nicht beachtet. Er hat während der Fahrt einen dienstlichen Anruf erhalten und hat sich vom Klingeln ablenken lassen. Der Schaden war 6705,05 DM. Der Arbeitnehmer verdiente brutto 5370 DM. Hier sah das BAG kein Missverhältnis. Die Haftung wurde nicht begrenzt.
Beispiel
Das Betanken eines LKW mit Benzin anstatt mit Diesel durch einen Aushilfsfahrer wurde als grob fahrlässig eingestuft. Dem LKW-Fahrer wurden zwei Drittel des Schadens auferlegt. Das restliche Drittel hat der Arbeitgeber zu tragen.
Beispiel
Haftung des Berufskraftfahrers für einen Motorschaden, weil er seine arbeitsvertragliche Pflicht verletzte, indem er es vor Antritt der Fahrt unterlassen hatte, den Ölstand des LKW zu kontrollieren (§§ 254, § 276 BGB).
Beispiel
Eine Ärztin hat auf Grund haarsträubender Fehler einer Patientin bei einer Operation unkompatibles Spenderblut zugeführt. Die Patientin ist deshalb verstorben. Das BAG hat wegen der akuten Lebensgefährdung und der schlechterdings nicht hinnehmbaren Häufung von Fehlern und Unterlassungen das Verschulden als „gröbst“ fahrlässig eingestuft.
Beispiel
Das sächsische LAG hat das Verhalten eines LKW-Fahrers, der während der Fahrt seine heruntergefallene Brille vom Fußraum des LKW aufheben wollte und dadurch einen Unfall verursachte, als grobe Fahrlässigkeit eingestuft, dennoch die Haftung auf drei Bruttomonatslöhne beschränkt. In dem Entscheidungsfall musste der Fahrer nur knapp 4.000 € tragen, obwohl der Schaden wesentlich höher war.
Vorsatz ist das Wissen und Wollen des rechtswidrigen Erfolgs, d. h. ein zielgerichtetes, absichtliches Handeln, um jemandem einen Schaden zuzufügen. Hier ist der Arbeitnehmer vollstens haftbar zu machen, wenn er die Möglichkeit der Rechtsgutsverletzung erkennt und sich damit abfindet.

### Sonderfälle
- Mankohaftung
- Veränderung durch Tarifvertrag

Durch Tarifvertrag kann der innerbetriebliche Schadensausgleich nicht abbedungen werden. Mit Urteil vom 5. Februar 2004 (AZ.: 8 AZR 91/03) hat das BAG festgestellt: „Die Grundsätze über die Beschränkung der Haftung des Arbeitnehmers bei betrieblich veranlassten Tätigkeiten sind einseitig zwingendes Arbeitnehmerschutzrecht. Von ihnen kann weder einzel- noch kollektivvertraglich zu Lasten des Arbeitnehmers abgewichen werden.“

#### Leitende Angestellte, Geschäftsführer
Die Grundsätze des innerbetrieblichen Schadensausgleiches gelten nach dem BGH (Urteile vom 25. Juni 2001 - II ZR 38/99 - und vom 14. März 1983 - II ZR 103/82) zwar auch für leitende Angestellte, nicht jedoch für Geschäftsführer.

#### Arbeitnehmerhaftung im öffentlichen Dienst
Bis zum 30. September 2005 war im öffentlichen Dienst die Haftung der Arbeitnehmer auf Vorsatz und grobe Fahrlässigkeit begrenzt worden, indem auf die Amtshaftung verwiesen wurde (§ 14 BAT). Dies ist im Rahmen des Tarifvertrag für den öffentlichen Dienst (TVöD) ab 1. Oktober 2005 nicht mehr der Fall gewesen. Für Arbeitnehmer im öffentlichen Dienst (des Bundes und der Kommunen) galten daher nun die allgemeinen Haftungskriterien. Im Rahmen von Nachverhandlungen zum TVöD (sog. „Restantenliste“) einigte man sich zunächst zum 1. Oktober 2006 wieder auf die frühere Haftungsprivilegierung, die jedoch aus übergeordneten tarifpolitischen Gründen seitens der Arbeitgeber bis auf weiteres ausgesetzt wurde. Im Rahmen der Tarifeinigung vom 31. März 2008 ist das Haftungsprivileg nun doch wieder eingeführt worden und nunmehr in § 3 Abs. 6 und 7 TVöD geregelt; § 3 Abs. 7 TVöD verweist dabei für Beschäftigte des Bundes nun wieder auf die beamtenrechtlichen Regelungen. Im Bereich der Landesverwaltungen hat der TV-L die alte BAT-Regelung von vornherein beibehalten, siehe § 3 Abs. 7 TV-L.

#### Kirchlicher Dienst nach AVR-Caritas
Bei Mitarbeitern im kirchlichen Dienst mit Arbeitsverträgen nach den AVR-Caritas ist die Haftung beschränkt auf Schäden, die durch grob fahrlässige oder vorsätzliche Verletzung der Dienstpflichten entstanden sind (§ 5 Abs. 5 AVR-Caritas).

## Beweislast
Die Beweislastregel des § 280 Abs. 1 Satz 2 BGB wird bei der Arbeitnehmerhaftung zu Gunsten des Arbeitnehmers modifiziert. Nach § 619a BGB muss der Arbeitgeber (darlegen und) beweisen, dass der Arbeitnehmer die Pflichtverletzung zu vertreten, d. h. verschuldet hat. (Beweislastumkehr). Die Nichterweislichkeit geht also zu seinen Lasten.

## Ausbildungsverhältnis
Die Grundsätze des innerbetrieblichen Schadensausgleichs gelten auch im Ausbildungsverhältnis (BAG, Urteil vom 18. April 2002 – 8 AZR 348/01).